# Хорвати (породица)
Хорват је племићка породица српског порекла, која је поседовала земље у Новој Србији.
Њиховим прецима је 1689. године цар Леополд доделио „диплому за племство и грб“. Син Марка Хорвата, Самуил, гувернер Великоварадског, 1726. године „за лојалност и заслуге“ од цара Карла Шестог добио је имање; 1751, заједно са сином Јованом, „пуковником пешадије“ аустријске службе, одлази у Русију и овде, у Далматинском хусарском пуку, добија чин потпуковника (1777).
Род је забележен у 6. часу родословне књиге губернија Харков, Херсон и Курск.
Праунука Дмитрија Леонидовића има хаплогрупу И-М170-ПХ908, хаплотип 13 24 15 11 14-15 11 13 14 13 11 31 18 8-10 11 11 25 15 19 30 15-101 12 - 12 - 12 34-35 11 11.

## Личности
- Јован Хорват-Куртић (ум. 1780) - генерал-потпуковник који је дошао из поседа Хабзбурга (види. горе); оснивач тврђаве Свете Јелисавете и Нове Србије.
  - Јосиф, син Јованов, губернатор Вороњежа и Јекатеринослава, власник имања Головчино; ожењен сестром кнеза Платона Зубова.
    - Иван [5], Владимир, Игњатије, Никола; Катарина (1777-1802), жена кнеза П. И. Тјуфјакина.
    - Дмитриј Леонидовић (1858-1937) - пра-нећак Јосипа Ивановића, генерал-потпуковник, један од вођа Белог покрета на Далеком истоку.

## Опис грбова
У грбовници Анисима Титовича Књазева из 1785. налази се слика два печата са грбовима представника породице Хорват:
1. Грб аустријског племића Ивана Самојловича Хорвата, који је 1751. дошао у Кијев са 208 пратилаца и добио чин генерал-мајора, 1755. године генерал-потпуковник, због разних злоупотреба под Катарином Великом је лишен чина и прогнан у Вологду, где је умро. Опис грба: штит је хоризонтално подељен на два дела. У горњем делу, у сребрном пољу, почетна коврџава слова (титуле) имена и презимена власника грба. У доњем делу, у златном пољу, налази се златни пеликан који кљуном чисти перје грудног коша. Штит је надвишен крунисаним племићким шлемом са вратним клеинодом. Грб: савијена рука у оклопу са мачем. Шема боја плашта није дефинисана.
2. Грб Хорвата: у црвеном пољу штита приказан је златни лав који се диже, који у левој шапи држи мали штит, у чијем је плавом пољу приказан сребрни пеликан. У десној шапи, лав држи мач окренут према горе. Штит је надвишен крунисаним племићким шлемом са вратним клеинодом. Грб: савијена рука у оклопу која држи мач. Шема боја подлоге није дефинисана.[6]